# Pam Shriver
| Jahr                                                 | Tennisspieler(in)                             | Wettbewerb     |
| ---------------------------------------------------- | --------------------------------------------- | -------------- |
| 1938                                                 | Don Budge                                     | Herreneinzel   |
| 1951                                                 | Ken McGregor Frank Sedgman                    | Herrendoppel   |
| 1953                                                 | Maureen Connolly                              | Dameneinzel    |
| 1960                                                 | Maria Bueno mit verschiedenen Partnerinnen    | Damendoppel    |
| 1962                                                 | Rod Laver                                     | Herreneinzel   |
| 1963                                                 | Margaret Smith Ken Fletcher                   | Mixed          |
| 1965                                                 | Margaret Smith mit verschiedenen Partnern     | Mixed          |
| 1967                                                 | Owen Davidson mit verschiedenen Partnerinnen  | Mixed          |
| 1969                                                 | Rod Laver                                     | Herreneinzel   |
| 1970                                                 | Margaret Court                                | Dameneinzel    |
| 1983                                                 | Stefan Edberg                                 | Junioreneinzel |
| 1984                                                 | Martina Navratilova Pam Shriver               | Damendoppel    |
| 1988                                                 | Steffi Graf                                   | Dameneinzel    |
| 1998                                                 | Martina Hingis mit verschiedenen Partnerinnen | Damendoppel    |
|  mit verschiedenen Partnern  Golden Slam fett Einzel |                                               |                |

Pamela „Pam“ Howard Shriver (* 4. Juli 1962 in Baltimore, Maryland) ist eine ehemalige US-amerikanische Tennisspielerin.

## Karriere
Mit 16 Jahren stand sie 1978 im Damenfinale der US Open, nachdem sie im Halbfinale Martina Navrátilová mit 7:6 und 7:6 besiegt hatte; dort unterlag sie dann Chris Evert mit 5:7 und 4:6. Es sollte ihr einziges Grand-Slam-Finale im Einzel bleiben. Insgesamt stand Pam Shriver neunmal im Halbfinale eines Grand-Slam-Turniers (US Open: 1978, 1982 und 1983; Australian Open: 1981 bis 1983; Wimbledon: 1981, 1987 und 1988) und sie gewann 20 Einzeltitel auf der WTA Tour. Den Großteil der 1980er Jahre über zählte sie zu den zehn besten Tennisspielerinnen der Welt. Ihre höchste Position in der Einzelweltrangliste war Platz 3.
Einen ihrer letzten großen Erfolge im Einzel konnte Shriver beim Masters 1988 verbuchen, als sie dort das Finale erreichte und auf dem Weg dorthin im Viertelfinale über Chris Evert und danach im Halbfinale über Steffi Graf triumphierte.
Im Doppel war sie jedoch weitaus erfolgreicher. Mit Martina Navratilova gewann sie 20 Grand-Slam-Turniere (AUS Open: 1982 bis 1985 sowie 1987 bis 1989; French Open: 1984, 1985, 1987 und 1988; Wimbledon: 1981 bis 1984 sowie 1986; US Open: 1983, 1984, 1986 und 1987), im Jahr 1984 sogar den Grand Slam im Doppel. Von April 1983 bis Juli 1985 blieb das Team Navratilova/Shriver 109 Partien in Folge ungeschlagen.
Ihren 21. Grand-Slam-Titel gewann sie 1991 bei den US Open mit Natallja Swerawa. Bei den Olympischen Spielen konnte sie 1988 mit Zina Garrison zudem die Goldmedaille gewinnen. Insgesamt gewann Pam Shriver 111 Doppeltitel auf der Tour, davon 79 mit Navratilova.
Ihren einzigen Grand-Slam-Titel im Mixed errang sie 1987 bei den French Open an der Seite von Emilio Sánchez Vicario.
Für die US-amerikanische Fed-Cup-Mannschaft bestritt sie 20 Partien; die einzige Niederlage kassierte sie ausgerechnet im Doppel, zusammen mit Chris Evert gegen Steffi Graf/Claudia Kohde-Kilsch im Jahr 1987, als das Team der USA das Finale in Vancouver gegen Deutschland mit 1:2 verlor.
1997 trat Pam Shriver vom Profitennis zurück. Sie arbeitet heute als Sportkommentatorin für die BBC, ABC, CBS und ESPN.

## Erfolge

### Einzel
| Nr. | Datum             | Turnier     | Kategorie          | Belag             | Finalgegnerin       | Ergebnis      |
| --- | ----------------- | ----------- | ------------------ | ----------------- | ------------------- | ------------- |
| 1.  | 28. März 1980     | Carlsbad    | WTA Colgate Series | Hartplatz         | Kate Latham         | 6:1, 6:2      |
| 2.  | 22. November 1981 | Perth       | WTA Toyota Series  | Rasen             | Andrea Jaeger       | 6:1, 7:64     |
| 3.  | 1. Mai 1983       | Atlanta     | WTA                | Hartplatz         | Kathy Jordan        | 6:2, 6:0      |
| 4.  | 20. November 1983 | Brisbane    | WTA                | Rasen             | Wendy Turnbull      | 6:4, 7:5      |
| 5.  | 12. Februar 1984  | Chicago     | WTA                | Teppich (Halle)   | Barbara Potter      | 7:6, 2:6, 6:3 |
| 6.  | 17. Juni 1984     | Birmingham  | WTA                | Rasen             | Anne White          | 7:6, 6:3      |
| 7.  | 13. Mai 1985      | Sydney      | WTA                | Hartplatz (Halle) | Dianne Balestrat    | 6:3, 6:3      |
| 8.  | 20. Mai 1985      | Melbourne   | WTA                | Teppich (Halle)   | Kathy Jordan        | 6:4, 6:4      |
| 9.  | 16. Juni 1985     | Birmingham  | WTA                | Rasen             | Betsy Nagelsen      | 6:1, 6:0      |
| 10. | 20. Oktober 1985  | Filderstadt | WTA                | Teppich (Halle)   | Catarina Lindqvist  | 6:1, 7:5      |
| 11. | 15. Juni 1986     | Birmingham  | WTA                | Rasen             | Manuela Maleewa     | 6:2, 7:60     |
| 12. | 20. Juli 1986     | Newport     | WTA                | Rasen             | Lori McNeil         | 6:4, 6:2      |
| 13. | 14. Juni 1987     | Birmingham  | WTA                | Rasen             | Laryssa Sawtschenko | 4:6, 6:2, 6:2 |
| 14. | 19. Juli 1987     | Newport     | WTA                | Rasen             | Wendy White         | 6:2, 6:4      |
| 15. | 23. August 1987   | Toronto     | WTA                | Hartplatz         | Zina Garrison       | 6:4, 6:1      |
| 16. | 8. November 1987  | Worcester   | WTA                | Teppich (Halle)   | Chris Evert         | 6:4, 4:6, 6:0 |
| 17. | 3. Januar 1988    | Brisbane    | WTA Tier V         | Rasen             | Jana Novotná        | 7:66, 7:64    |
| 18. | 10. Januar 1988   | Sydney      | WTA Tier IV        | Rasen             | Helena Suková       | 6:2, 6:3      |
| 19. | 1. Mai 1988       | Tokio       | WTA Tier III       | Teppich (Halle)   | Helena Suková       | 7:5, 6:1      |
| 20. | 23. Oktober 1988  | Zürich      | WTA Tier IV        | Teppich (Halle)   | Manuela Maleeva     | 6:3, 6:4      |

### Doppel
| Nr.  | Datum          | Turnier            | Kategorie                      | Belag             | Partnerin           | Finalgegnerinnen                          | Ergebnis         |
| ---- | -------------- | ------------------ | ------------------------------ | ----------------- | ------------------- | ----------------------------------------- | ---------------- |
| 1.   | Juni 1978      | Chichester         | WTA Colgate Series             | Rasen             | Janet Newberry      | Michelle Tyler Yvonne Vermaak             | 3:6, 6:3, 6:4    |
| 2.   | Januar 1980    | Cincinnati         | WTA Avon Championships Circuit | Teppich (Halle)   | Laura duPont        | Mima Jaušovec Ann Kiyomura                | 6:3, 6:3         |
| 3.   | März 1980      | Carlsbad           | WTA Colgate Series             | Hartplatz         | Laura duPont        | Rosie Casals JoAnne Russell               | 6:7, 6:4, 6:1    |
| 4.   | Juni 1980      | Chichester         | WTA Colgate Series             | Rasen             | Betty Stöve         | Rosie Casals Wendy Turnbull               | 6:4, 7:5         |
| 5.   | Juli 1980      | Montreal           | WTA Colgate Series             | Hartplatz         | Anne Smith          | Ann Kiyomura Greer Stevens                | 3:6, 6:6 Aufgabe |
| 6.   | Oktober 1980   | Phoenix            | WTA Colgate Series             | Hartplatz         | Paula Smith         | Ann Kiyomura Candy Reynolds               | 6:0, 6:4         |
| 7.   | Dezember 1980  | Sydney             | WTA Colgate Series             | Rasen             | Betty Stöve         | Rosie Casals Wendy Turnbull               | 6:1, 4:6, 6:4    |
| 8.   | Dezember 1980  | Adelaide           | WTA Colgate Series             | Rasen             | Betty Stöve         | Sue Barker Sharon Walsh                   | 6:4, 6:3         |
| 9.   | Januar 1981    | Chicago            | WTA Avon Championships Circuit | Teppich (Halle)   | Martina Navratilova | Barbara Potter Sharon Walsh               | 6:3, 6:1         |
| 10.  | März 1981      | Dallas             | WTA Avon Championships Circuit | Teppich (Halle)   | Martina Navratilova | Kathy Jordan Anne Smith                   | 7:5, 6:4         |
| 11.  | März 1981      | New York City      | WTA Tour Championships         | Teppich (Halle)   | Martina Navratilova | Barbara Potter Sharon Walsh               | 6:0, 7:6         |
| 12.  | Mai 1981       | Haines City        | WTA Toyota Series              | Sand              | Martina Navratilova | Rosie Casals Wendy Turnbull               | 6:1, 7:6         |
| 13.  | Juni 1981      | Eastbourne         | WTA Toyota Series              | Rasen             | Martina Navratilova | Kathy Jordan Anne Smith                   | 6:7, 6:2, 6:1    |
| 14.  | Juli 1981      | Wimbledon          | Grand Slam                     | Rasen             | Martina Navratilova | Kathy Jordan Anne Smith                   | 6:3, 7:6         |
| 15.  | August 1981    | Toronto            | WTA Toyota Series              | Hartplatz         | Martina Navratilova | Candy Reynolds Anne Smith                 | 7:6, 7:6         |
| 16.  | Oktober 1981   | Minneapolis        | WTA Toyota Series              | Teppich (Halle)   | Martina Navratilova | Rosie Casals Wendy Turnbull               | 6:3, 7:6         |
| 17.  | November 1981  | Sydney             | WTA Toyota Series              | Teppich (Halle)   | Martina Navratilova | Kathy Jordan Anne Smith                   | 6:7, 6:2, 6:4    |
| 18.  | Dezember 1981  | East Rutherford    | WTA Tour Championships         | Teppich (Halle)   | Martina Navratilova | Rosie Casals Wendy Turnbull               | 6:3, 6:4         |
| 19.  | Januar 1982    | Chicago            | WTA Avon Championships Circuit | Teppich (Halle)   | Martina Navratilova | Rosie Casals Wendy Turnbull               | 7:5, 6:4         |
| 20.  | Februar 1982   | Houston            | WTA Avon Championships Circuit | Teppich (Halle)   | Kathy Jordan        | Sue Barker Sharon Walsh                   | 7:6, 6:2         |
| 21.  | März 1982      | Dallas             | WTA Avon Championships Circuit | Teppich (Halle)   | Martina Navratilova | Billie Jean King Ilana Kloss              | 6:4, 6:4         |
| 22.  | April 1982     | New York City      | WTA Tour Championships         | Teppich (Halle)   | Martina Navratilova | Kathy Jordan Anne Smith                   | 6:4, 6:3         |
| 23.  | April 1982     | Hilton Head Island | WTA Toyota Series              | Sand              | Martina Navratilova | JoAnne Russell Virginia Ruzici            | 6:1, 6:2         |
| 24.  | April 1982     | Fort Forth         | WTA Toyota Series              | Sand              | Martina Navratilova | Kathy Jordan Anne Smith                   | 7:5, 6:3         |
| 25.  | Juni 1982      | Eastbourne         | WTA Toyota Series              | Rasen             | Martina Navratilova | Kathy Jordan Anne Smith                   | 6:3, 6:4         |
| 26.  | Juli 1982      | Wimbledon          | Grand Slam                     | Rasen             | Martina Navratilova | Kathy Jordan Anne Smith                   | 6:4, 6:1         |
| 27.  | Oktober 1982   | Filderstadt        | WTA Toyota Series              | Teppich (Halle)   | Martina Navratilova | Candy Reynolds Anne Smith                 | 6:2, 6:3         |
| 28.  | Oktober 1982   | Brighton           | WTA Toyota Series              | Teppich (Halle)   | Martina Navratilova | Barbara Potter Sharon Walsh               | 2:6, 7:5, 6:4    |
| 29.  | November 1982  | Sydney             | WTA Toyota Series              | Rasen             | Martina Navratilova | Claudia Kohde-Kilsch Eva Pfaff            | 6:2, 2:6, 7:6    |
| 30.  | Dezember 1982  | Australian Open    | Grand Slam                     | Rasen             | Martina Navratilova | Claudia Kohde-Kilsch Eva Pfaff            | 6:4, 6:2         |
| 31.  | Dezember 1982  | East Rutherford    | WTA Tour Championships         | Hartplatz (Halle) | Martina Navratilova | Candy Reynolds Paula Smith                | 6:4, 7:5         |
| 32.  | Januar 1983    | Washington         | WTA                            | Teppich (Halle)   | Martina Navratilova | Kathy Jordan Anne Smith                   | 4:6, 7:5, 6:3    |
| 33.  | Januar 1983    | Houston            | WTA                            | Teppich (Halle)   | Martina Navratilova | Jo Durie Barbara Potter                   | 6:4, 6:3         |
| 34.  | Februar 1983   | Chicago            | WTA                            | Teppich (Halle)   | Martina Navratilova | Kathy Jordan Anne Smith                   | 6:1, 6:2         |
| 35.  | März 1983      | Dallas             | WTA                            | Teppich (Halle)   | Martina Navratilova | Rosie Casals Wendy Turnbull               | 6:3, 6:2         |
| 36.  | März 1983      | New York City      | WTA Tour Championships         | Teppich (Halle)   | Martina Navratilova | Claudia Kohde-Kilsch Eva Pfaff            | 7:5, 6:2         |
| 37.  | Juni 1983      | Eastbourne         | WTA                            | Rasen             | Martina Navratilova | Jo Durie Anne Hobbs                       | 6:1, 6:0         |
| 38.  | Juli 1983      | Wimbledon          | Grand Slam                     | Rasen             | Martina Navratilova | Rosie Casals Wendy Turnbull               | 6:2, 6:2         |
| 39.  | Juli 1983      | Newport            | WTA                            | Rasen             | Barbara Potter      | Barbara Jordan Elizabeth Sayers           | 6:3, 6:1         |
| 40.  | August 1983    | Los Angeles        | WTA                            | Hartplatz         | Martina Navratilova | Betsy Nagelsen Virginia Ruzici            | 6:1, 6:0         |
| 41.  | September 1983 | US Open            | Grand Slam                     | Hartplatz         | Martina Navratilova | Rosalyn Fairbank Candy Reynolds           | 6:7, 6:1, 6:3    |
| 42.  | Oktober 1983   | Tarpon Springs     | WTA                            | Teppich (Halle)   | Martina Navratilova | Bonnie Gadusek Wendy White                | 6:0, 6:1         |
| 43.  | Oktober 1983   | Brighton           | WTA                            | Teppich (Halle)   | Chris Evert-Lloyd   | Jo Durie Ann Kiyomura                     | 7:5, 6:4         |
| 44.  | Dezember 1983  | Australian Open    | Grand Slam                     | Rasen             | Martina Navratilova | Anne Hobbs Wendy Turnbull                 | 6:4, 6:7, 6:2    |
| 45.  | Januar 1984    | Oakland            | WTA                            | Teppich (Halle)   | Martina Navratilova | Rosie Casals Alycia Moulton               | 6:2, 6:3         |
| 46.  | Februar 1984   | Livingston         | WTA                            | Teppich (Halle)   | Martina Navratilova | Jo Durie Ann Kiyomura                     | 6:4, 6:3         |
| 47.  | März 1984      | New York City      | WTA Tour Championships         | Teppich (Halle)   | Martina Navratilova | Jo Durie Ann Kiyomura                     | 6:3, 6:1         |
| 48.  | März 1984      | Tokio              | WTA                            | Teppich (Halle)   | Ann Kiyomura        | Barbara Jordan Elizabeth Sayers           | 6:3, 6:7, 6:3    |
| 49.  | Juni 1984      | French Open        | Grand Slam                     | Sand              | Martina Navratilova | Claudia Kohde-Kilsch Hana Mandlíková      | 5:7, 6:3, 6:2    |
| 50.  | Juni 1984      | Eastbourne         | WTA                            | Rasen             | Martina Navratilova | Jo Durie Ann Kiyomura                     | 6:4, 6:2         |
| 51.  | Juli 1984      | Wimbledon          | Grand Slam                     | Rasen             | Martina Navratilova | Kathy Jordan Anne Smith                   | 6:3, 6:4         |
| 52.  | August 1984    | Mahwah             | WTA                            | Hartplatz         | Martina Navratilova | Jo Durie Ann Kiyomura                     | 7:63, 3:6, 6:2   |
| 53.  | September 1984 | US Open            | Grand Slam                     | Hartplatz         | Martina Navratilova | Anne Hobbs Wendy Turnbull                 | 6:2, 6:4         |
| 54.  | September 1984 | New Orleans        | WTA                            | Teppich (Halle)   | Martina Navratilova | Wendy Turnbull Sharon Walsh               | 6:4, 6:1         |
| 55.  | November 1984  | Brisbane           | WTA                            | Rasen             | Martina Navratilova | Bettina Bunge Eva Pfaff                   | 6:3, 6:2         |
| 56.  | Dezember 1984  | Australian Open    | Grand Slam                     | Rasen             | Martina Navratilova | Claudia Kohde-Kilsch Helena Suková        | 6:3, 6:4         |
| 57.  | März 1985      | Princeton          | WTA                            | Teppich (Halle)   | Martina Navratilova | Marcella Mesker Elizabeth Smylie          | 7:5, 6:2         |
| 58.  | März 1985      | New York City      | WTA Tour Championships         | Teppich (Halle)   | Martina Navratilova | Claudia Kohde-Kilsch Helena Suková        | 6:7, 6:4, 7:6    |
| 59.  | April 1985     | Hilton Head Island | WTA                            | Sand              | Rosalyn Fairbank    | Swetlana Parchomenko Laryssa Sawtschenko  | 6:4, 6:1         |
| 60.  | April 1985     | Orlando            | WTA                            | Sand              | Martina Navratilova | Elise Burgin Kathleen Horvath             | 6:3, 6:1         |
| 61.  | Mai 1985       | Sydney             | WTA                            | Hartplatz (Halle) | Elizabeth Smylie    | Barbara Potter Sharon Walsh-Pete          | 7:5, 7:5         |
| 62.  | Mai 1985       | Melbourne          | WTA                            | Teppich (Halle)   | Elizabeth Smylie    | Anne Hobbs Kathy Jordan                   | 6:2, 5:7, 6:1    |
| 63.  | Juni 1985      | French Open        | Grand Slam                     | Sand              | Martina Navratilova | Claudia Kohde-Kilsch Helena Suková        | 4:6, 6:2, 6:2    |
| 64.  | Juni 1985      | Eastbourne         | WTA                            | Rasen             | Martina Navratilova | Kathy Jordan Elizabeth Smylie             | 7:5, 6:4         |
| 65.  | Oktober 1985   | Filderstadt        | WTA                            | Teppich (Halle)   | Hana Mandlíková     | Carina Karlsson Tine Scheuer-Larsen       | 6:2, 6:1         |
| 66.  | November 1985  | Brisbane           | WTA                            | Rasen             | Martina Navratilova | Claudia Kohde-Kilsch Helena Suková        | 6:4, 6:7, 6:1    |
| 67.  | Dezember 1985  | Australian Open    | Grand Slam                     | Rasen             | Martina Navratilova | Claudia Kohde-Kilsch Helena Suková        | 6:3, 6:4         |
| 68.  | Januar         | Washington         | WTA                            | Teppich (Halle)   | Martina Navratilova | Claudia Kohde-Kilsch Helena Suková        | 6:3, 6:4         |
| 69.  | Januar 1986    | Worcester          | WTA                            | Teppich (Halle)   | Martina Navratilova | Claudia Kohde-Kilsch Helena Suková        | 7:5, 6:3         |
| 70.  | Februar 1986   | Boca Raton         | WTA                            | Hartplatz         | Helena Suková       | Chris Evert-Lloyd Wendy Turnbull          | 6:2, 6:3         |
| 71.  | März 1986      | Nashville          | WTA                            | Teppich (Halle)   | Barbara Potter      | Kathy Jordan Elizabeth Smylie             | 6:4, 6:3         |
| 72.  | Juni 1986      | Eastbourne         | WTA                            | Rasen             | Martina Navratilova | Claudia Kohde-Kilsch Helena Suková        | 6:2, 6:4         |
| 73.  | Juli 1986      | Wimbledon          | Grand Slam                     | Rasen             | Martina Navratilova | Hana Mandlíková Wendy Turnbull            | 6:1, 6:3         |
| 74.  | August 1986    | Manhattan Beach    | WTA                            | Hartplatz         | Martina Navratilova | Claudia Kohde-Kilsch Helena Suková        | 6:4, 6:3         |
| 75.  | September 1986 | US Open            | Grand Slam                     | Hartplatz         | Martina Navratilova | Hana Mandlíková Wendy Turnbull            | 6:4, 3:6, 6:3    |
| 76.  | Oktober 1986   | Filderstadt        | WTA                            | Teppich (Halle)   | Martina Navratilova | Zina Garrison Gabriela Sabatini           | 7:6, 6:4         |
| 77.  | November 1986  | Worcester          | WTA                            | Teppich (Halle)   | Martina Navratilova | Claudia Kohde-Kilsch Helena Suková        | 6:3, 6:1         |
| 78.  | November 1986  | New York City      | WTA Tour Championships         | Teppich (Halle)   | Martina Navratilova | Claudia Kohde-Kilsch Helena Suková        | 7:61, 6:3        |
| 79.  | Januar 1987    | Australian Open    | Grand Slam                     | Rasen             | Martina Navratilova | Zina Garrison Lori McNeil                 | 6:1, 6:0         |
| 80.  | März 1987      | Miami              | WTA                            | Hartplatz         | Martina Navratilova | Claudia Kohde-Kilsch Helena Suková        | 6:3, 7:66        |
| 81.  | März 1987      | Washington         | WTA                            | Teppich (Halle)   | Elise Burgin        | Zina Garrison Lori McNeil                 | 6:1, 3:6, 6:4    |
| 82.  | Juni 1987      | French Open        | Grand Slam                     | Sand              | Martina Navratilova | Steffi Graf Gabriela Sabatini             | 6:2, 6:1         |
| 83.  | August 1987    | Manhattan Beach    | WTA                            | Hartplatz         | Martina Navratilova | Zina Garrison Lori McNeil                 | 6:3, 6:4         |
| 84.  | September 1987 | US Open            | Grand Slam                     | Hartplatz         | Martina Navratilova | Kathy Jordan Elizabeth Smylie             | 5:7, 6:4, 6:2    |
| 85.  | Oktober 1987   | Filderstadt        | WTA                            | Teppich (Halle)   | Martina Navratilova | Zina Garrison Lori McNeil                 | 6:1, 6:2         |
| 86.  | November 1987  | New York City      | WTA Tour Championships         | Teppich (Halle)   | Martina Navratilova | Claudia Kohde-Kilsch Helena Suková        | 6:1, 6:1         |
| 87.  | Januar 1988    | Brisbane           | WTA Tier V                     | Rasen             | Betsy Nagelsen      | Claudia Kohde-Kilsch Helena Suková        | 2:6, 7:5, 6:2    |
| 88.  | Januar 1988    | Australian Open    | Grand Slam                     | Hartplatz         | Martina Navratilova | Chris Evert Wendy Turnbull                | 6:0, 7:5         |
| 89.  | Februar 1988   | Fairfax            | WTA Tier II                    | Hartplatz (Halle) | Martina Navratilova | Gabriela Sabatini Helena Suková           | 6:3, 6:4         |
| 90.  | Mai 1988       | Tokio              | WTA Tier III                   | Teppich (Halle)   | Helena Suková       | Gigi Fernández Robin White                | 4:6, 6:2, 7:6    |
| 91.  | Juni 1988      | French Open        | Grand Slam                     | Sand              | Martina Navratilova | Claudia Kohde-Kilsch Helena Suková        | 6:2, 7:5         |
| 92.  | September 1988 | Seoul              | Olympische Spiele              | Hartplatz         | Zina Garrison       | Jana Novotná Helena Suková                | 4:6, 6:2, 10:8   |
| 93.  | November 1988  | Worcester          | WTA Tier II                    | Teppich (Halle)   | Martina Navratilova | Gabriela Sabatini Helena Suková           | 6:3, 3:6, 7:5    |
| 94.  | November 1988  | New York City      | WTA Tour Championships         | Teppich (Halle)   | Martina Navratilova | Laryssa Sawtschenko Natallja Swerawa      | 6:3, 6:4         |
| 95.  | Januar 1989    | Sydney             | WTA Tier IV                    | Hartplatz (Halle) | Martina Navratilova | Elizabeth Smylie Wendy Turnbull           | 6:3, 6:3         |
| 96.  | Januar 1989    | Australian Open    | Grand Slam                     | Hartplatz         | Martina Navratilova | Patty Fendick Jill Hetherington           | 3:6, 6:3, 6:2    |
| 97.  | Februar 1989   | Fairfax            | WTA Tier II                    | Teppich (Halle)   | Betsy Nagelsen      | Natallja Swerawa Laryssa Sawtschenko      | 6:2, 6:3         |
| 98.  | Februar 1989   | San Antonio        | WTA Tier IV                    | Hartplatz         | Katrina Adams       | Patty Fendick Jill Hetherington           | 3:6, 6:1, 6:4    |
| 99.  | März 1989      | Palm Springs       | WTA Tier III                   | Hartplatz         | Hana Mandlíková     | Rosalyn Fairbank Gretchen Magers          | 6:3, 6:7, 6:3    |
| 100. | August 1989    | Mahwah             | WTA Tier IV                    | Hartplatz         | Steffi Graf         | Louise Allen Laura Gildemeister           | 6:2, 6:4         |
| 101. | November 1989  | Worcester          | WTA Tier II                    | Teppich (Halle)   | Martina Navratilova | Elise Burgin Rosalyn Fairbank             | 6:4, 4:6, 6:4    |
| 102. | November 1989  | New York City      | WTA Tour Championships         | Teppich (Halle)   | Martina Navratilova | Laryssa Sawtschenko Natallja Swerawa      | 6:3, 6:2         |
| 103. | September 1991 | US Open            | Grand Slam                     | Hartplatz         | Natallja Swerawa    | Jana Novotná Laryssa Sawtschenko          | 6:4, 4:6, 7:65   |
| 104. | September 1991 | Tokio              | WTA Tier II                    | Hartplatz         | Mary Joe Fernández  | Carrie Cunningham Laura Gildemeister      | 6:3, 6:3         |
| 105. | Oktober 1991   | Brighton           | WTA Tier II                    | Teppich (Halle)   | Natallja Swerawa    | Zina Garrison Lori McNeil                 | 6:1, 6:2         |
| 106. | November 1991  | New York City      | WTA Tour Championships         | Teppich (Halle)   | Martina Navratilova | Gigi Fernández Jana Novotná               | 4:6, 7:5, 6:4    |
| 107. | Februar 1992   | Chicago            | WTA Tier II                    | Teppich (Halle)   | Martina Navratilova | Katrina Adams Zina Garrison               | 6:4, 7:67        |
| 108. | März 1992      | San Antonio        | WTA Tier III                   | Hartplatz         | Martina Navratilova | Patty Fendick Andrea Strnadová            | 3:6, 6:2, 7:64   |
| 109. | Januar 1993    | Sydney             | WTA Tier II                    | Hartplatz         | Elizabeth Smylie    | Lori McNeil Rennae Stubbs                 | 7:64, 6:2        |
| 110. | Februar 1994   | Tokio              | WTA Tier I                     | Teppich (Halle)   | Elizabeth Smylie    | Manon Bollegraf Martina Navratilova       | 6:3, 3:6, 7:63   |
| 111. | Juli 1994      | Stratton Mountain  | WTA Tier II                    | Hartplatz         | Elizabeth Smylie    | Conchita Martínez Arantxa Sánchez Vicario | 7:64, 2:6, 7:5   |

### Mixed
| Nr. | Datum     | Turnier     | Kategorie  | Belag     | Partner                | Finalgegner                  | Ergebnis  |
| --- | --------- | ----------- | ---------- | --------- | ---------------------- | ---------------------------- | --------- |
| 1.  | Juni 1987 | French Open | Grand Slam | Hartplatz | Emilio Sánchez Vicario | Lori McNeil Sherwood Stewart | 6:3, 7:65 |

## Abschneiden bei Grand-Slam-Turnieren

### Einzel
| Turnier         | 1978 | 1979 | 1980 | 1981 | 1982 | 1983 | 1984 | 1985 | 1986  | 1987 | 1988 | 1989 | 1990 | 1991 | 1992 | 1993 | 1994 | 1995 | 1996 | Karriere |
| --------------- | ---- | ---- | ---- | ---- | ---- | ---- | ---- | ---- | ----- | ---- | ---- | ---- | ---- | ---- | ---- | ---- | ---- | ---- | ---- | -------- |
| Australian Open | —    | —    | VF   | HF   | HF   | HF   | VF   | AF   | n. a. | VF   | AF   | 3    | 3    | 3    | 3    | 1    | 2    | 1    | 1    | HF       |
| French Open     | —    | —    | —    | —    | —    | 3    | —    | —    | —     | —    | —    | —    | —    | —    | —    | —    | 1    | —    | —    | 3        |
| Wimbledon       | 3    | 2    | AF   | HF   | AF   | 2    | VF   | VF   | 1     | HF   | HF   | 3    | —    | 3    | 2    | —    | 3    | 1    | 2    | HF       |
| US Open         | F    | 1    | VF   | AF   | HF   | HF   | VF   | VF   | VF    | VF   | 2    | 1    | —    | 3    | 2    | 1    | 2    | 2    | 1    | F        |

Zeichenerklärung: S = Turniersieg; F, HF, VF, AF = Einzug ins Finale / Halbfinale / Viertelfinale / Achtelfinale; 1, 2, 3 = Ausscheiden in der 1. / 2. / 3. Hauptrunde; Q1, Q2, Q3 = Ausscheiden in der 1. / 2. / 3. Runde der Qualifikation; n. a. = nicht ausgetragen

### Doppel
| Turnier         | 1978 | 1979 | 1980 | 1981 | 1982 | 1983 | 1984 | 1985 | 1986  | 1987 | 1988 | 1989 | 1990 | 1991 | 1992 | 1993 | 1994 | 1995 | 1996 | 1997 | Karriere |
| --------------- | ---- | ---- | ---- | ---- | ---- | ---- | ---- | ---- | ----- | ---- | ---- | ---- | ---- | ---- | ---- | ---- | ---- | ---- | ---- | ---- | -------- |
| Australian Open | —    | —    | VF   | F    | S    | S    | S    | S    | n. a. | S    | S    | S    | 1    | 2    | HF   | F    | HF   | 2    | 1    | 1    | S        |
| French Open     | —    | —    | —    | —    | —    | —    | S    | S    | —     | S    | S    | —    | —    | —    | —    | 2    | 2    | —    | —    | —    | S        |
| Wimbledon       | 1    | —    | VF   | S    | S    | S    | S    | F    | S     | VF   | AF   | HF   | —    | HF   | HF   | HF   | VF   | VF   | AF   | 1    | S        |
| US Open         | HF   | AF   | F    | HF   | HF   | S    | S    | F    | S     | S    | HF   | F    | —    | S    | HF   | AF   | AF   | VF   | 1    | —    | S        |

### Mixed
| Turnier         | 1978              | 1979              | 1980              | 1981              | 1982              | 1983              | 1984              | 1985              | 1986              | 1987 | 1988 | 1989 | 1990 | 1991 | 1992 | 1993 | 1994 | 1995 | 1996 | Karriere |
| --------------- | ----------------- | ----------------- | ----------------- | ----------------- | ----------------- | ----------------- | ----------------- | ----------------- | ----------------- | ---- | ---- | ---- | ---- | ---- | ---- | ---- | ---- | ---- | ---- | -------- |
| Australian Open | nicht ausgetragen | nicht ausgetragen | nicht ausgetragen | nicht ausgetragen | nicht ausgetragen | nicht ausgetragen | nicht ausgetragen | nicht ausgetragen | nicht ausgetragen | —    | —    | —    | —    | HF   | VF   | VF   | AF   | —    | —    | HF       |
| French Open     | —                 | —                 | —                 | —                 | —                 | —                 | —                 | 2                 | —                 | S    | AF   | —    | —    | —    | —    | AF   | 2    | —    | —    | S        |
| Wimbledon       | —                 | —                 | —                 | —                 | —                 | HF                | —                 | —                 | —                 | —    | —    | —    | —    | 2    | 2    | —    | HF   | —    | VF   | HF       |
| US Open         | AF                | AF                | —                 | —                 | —                 | —                 | —                 | —                 | —                 | —    | —    | —    | —    | 1    | 1    | 1    | —    | 1    | —    | AF       |

## Privatleben
Im Jahr 2022 gab Pam Shriver bekannt, dass sie ab dem Alter von 17 Jahren für fünf Jahre eine Beziehung mit dem über 30 Jahre älteren Don Candy geführt habe. Candy war Shrivers Trainer, seitdem sie neun Jahre alt war und bereits Vater einer Tochter.
In erster Ehe war sie von Dezember 1998 an mit Joe Shapiro verheiratet. Dieser starb 9 Monate nach Eheschließung an Krebs.
Im Jahr 2002 heiratete Shriver den Schauspieler George Lazenby. Aus dieser Ehe gingen drei Kinder hervor, die 2005 geborenen Zwillingsmädchen sowie ein Sohn. Im August 2008 reichte Pam Shriver die Scheidung ein.